# Barycholos ternetzi
Espèce
Synonymes
- Paludicola ternetzi Miranda-Ribeiro, 1937
- Barycholos savagei Lynch, 1980

Statut de conservation UICN

 LC  : Préoccupation mineure
Barycholos ternetzi est une espèce d'amphibiens de la famille des Craugastoridae.

## Répartition
Cette espèce est endémique du biome du cerrado au Brésil. Elle se rencontre dans les États du Maranhão, du Tocantins, de Goiás, du Mato Grosso, du Minas Gerais et de São Paulo et au District fédéral, entre 500 et 1 500 m d'altitude.

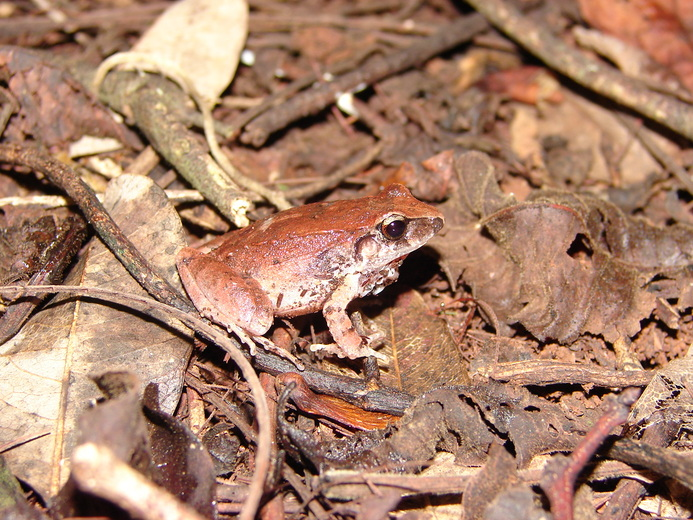
Barycholos ternetzi

## Étymologie
Cette espèce est nommée en l'honneur de Carl Ternetz (1870–1928).

## Publication originale
- Miranda-Ribeiro, 1937 : Alguns batrachios novos das colleçcões do Museo Nacional. O Campo, vol. 8, p. 66-69.